# Ilche
Ilche – gmina w Hiszpanii, w prowincji Huesca, w Aragonii, o powierzchni 63,72 km². W 2011 roku gmina liczyła 226 mieszkańców.